# Camaegeria
Camaegeria là một chi bướm đêm thuộc họ Sesiidae.

## Các loài
- Camaegeria auripicta  Strand, 1914